# Duiker
Duikerii sau antilopele duiker, antilopele de pădure (Cephalophinae) sunt o subfamilie de antilope tropicale timide mici; femelele sunt adesea mai mari decât masculii. Trăiesc în păduri dese de câmpie sau montane. Numele lor de „duikeri” înseamnă „scufundători în desișuri”, pentru că cele mai multe specii preferă pădurile compacte și junglele, de aceea li se mai spune și "antilope de pădure". Subfamilia cuprinde 3 genuri (Cephalophus, Philantomba și Sylvicapra) și 18 specii, răspândite în Africa subsahariană. Unele specii urcă în zonele muntoase până la 4600 m altitudine.
Mărimea corpului este variabilă după specie: lungimea cap + trunchi = 59–145 cm; coada = 9–14 cm; înălțimea la greabăn = 30–85 cm; greutatea = 6–80 kg. Longevitatea este de până la 9 ani în stare liberă și 17 ani în captivitate.
Părul este moale și scurt, numai pe coapse și pe frunte mai lung. Culoarea blănii variabilă, de la nuanțe de cafeniu închis pe spate până la alb pe abdomen. Unele specii au pe spate dungi transversale, de culoare mai închisă decât cea de fond; Cephalophus zebra are  o culoare portocalie deschisă, cu dungi verticale negre. Duikerii cenușii (Sylvicapra) au o culoarea cenușiu-gălbuie sau roșcat-gălbuie. 
Spatele este arcuit, membrele scurte cu copitele ascuțite. Glandele maxilare sunt utilizate pentru marcarea teritoriului. Coarnele îndreptate posterior sunt prezente la ambele sexe; ele sunt foarte scurte și acoperite adeseori, mai ales la femele, cu un  smoc de peri de pe creștet. La duikerii cenușii femelele nu au coarne, iar cele ale masculilor sunt ascuțite, crescute în prelungirea planului feței. 
Duikerii trăiesc izolați sau în perechi și nu sunt gregari. Sunt rareori văzuți, deoarece sunt fricoși și trăiesc în locuri greu accesibile, fiind activi numai noaptea. Ziua se odihnesc în locuri retrase și seara ies la păscut. La nevoie, fug cu mare viteză în junglă sau în tufișuri. Coarnele servesc pentru apărare de dușmani, dar și în luptele dintre ei.
Se hrănesc cu iarbă și frunze; se pot cațără și pe arbuști, pentru a ajunge la frunzele și fructele dorite. În captivitate mănâncă și insecte și melci.
Se reproduc tot timpul anului. Masculii se luptă între ei pentru a stabili cine este dominant. Durata gestației variază între 4 și 7 luni, după care se nasc 1–2 pui.
Sunt vânați de localnicii pentru hrană, iar anumite componente, ca grăsimea, sunt utilizate pentru prepararea de medicamente.